# بين جونز (دي جيه)
بين جونز (بالإنجليزية: Ben Jones)‏ هو مقدم تلفزيوني ودي جيه بريطاني، ولد في 1977 في بورنموث في المملكة المتحدة.